# Jarvis Cocker
Jarvis Branson Cocker (Sheffield, 19 de setembre de 1963) és un músic i locutor de ràdio anglès. Com a fundador, lletrista i cantant del grup Pulp, es va convertir en un dels líders del gènere Britpop a mitjan dècada dels 90. Després de la separació de Pulp, Cocker va fer carrera en solitari, i durant set anys va presentar el programa Jarvis Cocker's Sunday Service a BBC Radio 6 Music.
Nascut a Sheffield, el seu pare va abandonar la família quan Cocker tenia set anys. Als quinze anys, va formar Pulp sota el nom Arabacus Pulp mentre estudiava a l'escola municipal. No va ser fins als anys noranta, amb l'èxit dels àlbums His 'n' Hers (1994) i Different Class (1995), que va saltar a la fama. Cocker és conegut pel seu enginy i les seves observacions del panorama social i cultural, que apareixen a les seves cançons.